# Giro del Piemonte 1945
Il Giro del Piemonte - G.P. Partigiani 1945, trentacinquesima edizione della corsa, si svolse in due tappe dal 1º al 2 settembre 1945, su un percorso di complessivi 315 km con partenza e arrivo a Torino. Aperto a professionisti e dilettanti, fu vinto dall'italiano Secondo Barisone, che completò il percorso in 9h13'20" precedendo i connazionali Carlo Rebella e Primo Volpi.
Conclusero la prova almeno 13 ciclisti, su 57 al via.

## Percorso
Organizzata dal C.S. Piemonte, la prova si tenne eccezionalmente in due tappe. La prima tappa, dopo il via da Torino, portò il gruppo nell'ordine ad Avigliana, Giaveno, sulla salita della Colletta di Cumiana, a Cumiana, Pinerolo, sulla salita di Paesana, a Saluzzo e Dronero, con il traguardo posto a Cuneo. La seconda tappa si avviò da Cuneo e attraversò tra le altre Fossano, Alba e Castelnuovo Don Bosco; superata la salita della Rezza i ciclisti giunsero sul traguardo finale del Motovelodromo di Corso Casale.

## Tappe
| Tappa  | Data         | Percorso       | km  | Vincitore di tappa | Leader cl. generale |
| ------ | ------------ | -------------- | --- | ------------------ | ------------------- |
| 1ª     | 1º settembre | Torino > Cuneo | 165 | Egidio Marangoni   | Egidio Marangoni    |
| 2ª     | 2 settembre  | Cuneo > Torino | 150 | Carlo Rebella      | Secondo Barisone    |
| Totale | Totale       | Totale         | 315 |                    |                     |

## Dettagli delle tappe

### 1ª tappa
- 1º settembre: Torino > Cuneo – 165 km

Risultati
| Pos. | Corridore        | Squadra       | Tempo    |
| ---- | ---------------- | ------------- | -------- |
| 1    | Egidio Marangoni | Bergamasca    | 4h48'59" |
| 2    | Secondo Barisone | G.S. SIOF     | a 3'47"  |
| 3    | Enea Antolini    | S.C. Paracchi | a 3'50"  |

| Pos. | Corridore        | Squadra       | Tempo |
| ---- | ---------------- | ------------- | ----- |
| 1    | Egidio Marangoni | Bergamasca    |       |
| 2    | Secondo Barisone | G.S. SIOF     |       |
| 3    | Enea Antolini    | S.C. Paracchi |       |

### 2ª tappa
- 2 settembre: Cuneo > Torino – 150 km

Risultati
| Pos. | Corridore         | Squadra     | Tempo    |
| ---- | ----------------- | ----------- | -------- |
| 1    | Carlo Rebella     | U.S. Azzini | 4h18'33" |
| 2    | Guerrino Tomasoni | S.S. Sassi  | s.t.     |
| 3    | Sergio Maggini    | Benotto     | a 2'01"  |

| Pos. | Corridore        | Squadra      | Tempo    |
| ---- | ---------------- | ------------ | -------- |
| 1    | Secondo Barisone | G.S. SIOF    | 9h13'20" |
| 2    | Carlo Rebella    | U.S. Azzini  | a 58"    |
| 3    | Primo Volpi      | V.C. Bustese | a 2'59"  |

## Ordine d'arrivo (Top 10)
| Pos. | Corridore            | Squadra         | Tempo    |
| ---- | -------------------- | --------------- | -------- |
| 1    | Secondo Barisone     | G.S. SIOF       | 9h13'20" |
| 2    | Carlo Rebella        | U.S. Azzini     | a 58"    |
| 3    | Primo Volpi          | V.C. Bustese    | a 2'59"  |
| 4    | Mario Berengan       | S.C. Crennese   | s.t.     |
| 5    | Mario De Benedetti   | G.S. Ricci      | s.t.     |
| 6    | Egidio Marangoni     | Bergamasca      | a 5'32"  |
| 7    | Giovanni De Stefanis | U.S. Ausonia    | a 5'37"  |
| 8    | Enea Antolini        | S.C. Paracchi   | a 6'39"  |
| 9    | Giovanni Beltramo    | Cisitalia       | a 7'35"  |
| 10   | Pietro Ferrari       | C.V. Alessandr. | a 8'08"  |